# Universitat Massey
La Universitat Massey (Massey University en anglès; Te Kunenga ki Pūrehuroa en maori) és una universitat pública neozelandesa fundada el 1927. Té campus a Palmerston North (a Turitea i Hokowhitu), Wellington (al suburbi de Mount Cook) i Auckland (a Albany), i és una de les universitats més grans del país, amb aproximadament 35.000 alumnes, dels quals 17.000 estudien fora o a distància.
Aquesta és l'única universitat neozelandesa que ofereix postgraus en aviació, solució de conflictes, medicina veterinària i nanociència.

## Alumni
Categoria principal: Alumnes de la Universitat Massey
Entre els seus exalumnes hi trobem els polítics Paula Bennett, Nathan Guy, Phil Heatley, Steven Joyce, Iain Lees-Galloway i Tony Ryall, entre d'altres.